# Issouf ag Maha
Issouf ag Maha, né en 1962 à Agadez, est un auteur Touareg du Niger.
Ses ouvrages décrivent la tragédie du peuple des Touaregs de la région d'Arlit et dénoncent la politique des exploitants d'uranium, dont le groupe français Areva. «L'uranium est notre malchance, comme le pétrole pour d'autres » a-t-il déclaré.

## Ouvrages
- Touaregs du XXIe siècle photographies Catherine et Bernard Desjeux  éditions Grandvaux. 200p. broché .   (ISBN 2-909550-44-3) (BNF 40130398)
- Le destin confisqué, préface de Pierre Rabhi. 216 pages.  Tchinaghen Éditions .2008.  (ISBN 978-2-9532925-0-3)